# Хиностроза, Винни
Винни Хиностроза (англ. Vinnie Hinostroza; род. 3 апреля 1994 , Мелроз-Парк) — американский хоккеист эквадорского происхождения, нападающий клуба «Миннесота Уайлд» и сборной США по хоккею.

## Карьера

### Клубная
Начал юниорскую карьеру в команде «Чикаго Миссион ААА» На студенческом уровне продолжил карьеру, выступая за «Нотр-Дам Файтинг Айриш», команду представляющую Университет Нотр-Дам. По итогам сезона 2013/14 он был включён в сборную всех новичков Востока, а по итогам следующего сезона в Сборную всех звёзд Востока.
21 марта 2015 года подписал трёхлетний контракт новичка с клубом «Чикаго Блэкхокс». Вызванный из фарм-клуба «Рокфорд Айсхогс», 17 октября 2015 года он дебютировал в НХЛ в матче против «Коламбуса», который «Чикаго» выиграл со счётом 4:1. В дебютном сезоне он сыграл семь игр без набранных очков. 19 ноября 2016 года в матче против «Ванкувера» заработал 3 очка (1+2), что помогло «Чикаго» одержать волевую победу в овертайме, отыгравшись со счёта 3:0.
После двух полноценных проведённых сезонов 15 июня 2018 года продлил контакт с командой на два года. 12 июля 2018 года вошёл в сделку по обмену игроками в «Аризону».
Отыграв в составе «койотов» два сезона, он стал свободным агентом и 9 октября 2020 года подписал однолетний контракт с клубом «Флорида Пантерз». 2 апреля 2021 года вернулся в «Чикаго» по обмену на Брэда Моррисона и отыграл за «ястребов» оставшуюся часть сезона.
28 июля 2021 года как свободный агент подписал однолетний контракт с «Баффало Сейбрз». Отыграв год в составе команды, 12 июля 2022 года продлил контракт с клубом на один год.
7 июля 2023 года по окончании сезона стал свободным агентом и перешёл в «Питтсбург Пингвинз», с которым подписал однолетний контракт.

### Международная
Играл за молодёжную сборную на МЧМ-2014; на турнире заработал 5 очков (3+2). Американцы вылетели в 1/4 финале, проиграв молодёжной сборной России со счётом 5:3.
Играл за сборную США на ЧМ-2016, заработав на турнире 3 очка (1+2). По итогам турнира, американцы заняли четвёртое место, уступив в матче за бронзу сборной России со счётом 7:2.

## Статистика
| Легенда | Легенда                    | Легенда | Легенда                   | Легенда | Легенда    |
| ------- | -------------------------- | ------- | ------------------------- | ------- | ---------- |
| И       | Количество проведённых игр | Штр     | Штрафное время            | +/−     | Плюс-минус |
| Г       | Голы                       | П       | Голевые передачи          | О       | Очки       |
| -       | Статистика неизвестна      | —       | Статистика не учитывалась |         |            |